# Liste der argentinischen Botschafter in Südkorea
Die Botschaft befindet sich in Seoul.
| Ernannt / Akkreditiert | Name                            | Bemerkungen                                                      | ernannt von                    | akkreditiert während der Regierung von | Posten verlassen |
| ---------------------- | ------------------------------- | ---------------------------------------------------------------- | ------------------------------ | -------------------------------------- | ---------------- |
| März 1966              | Alejandro Antonio Galarce       | Geschäftsträger                                                  | Juan Carlos Onganía            | Park Chung-hee                         | Dez. 1966        |
| Dez. 1966              | Alejandro Antonio Galarce       |                                                                  | Juan Carlos Onganía            | Park Chung-hee                         | Mai 1968         |
| Juli 1968              | Juan Benedicto Martín           |                                                                  | Juan Onganía                   | Park Chung-hee                         | Juli 1969        |
| März 1970              | Rodolfo Freyre                  |                                                                  | Roberto Marcelo Levingston     | Park Chung-hee                         | Juli 1971        |
| Sep. 1971              | Graciano Cocimano               | Geschäftsträger                                                  | Alejandro Agustín Lanusse      | Park Chung-hee                         | Feb. 1973        |
| Okt. 1971              | Jorge Savador Oria              |                                                                  | Alejandro Agustín Lanusse      | Park Chung-hee                         | Feb. 1973        |
| Feb. 1973              | Henrick S. Wessels              | Geschäftsträger Generalkonsul Argentiniens in Hamburg 28.10.1968 | Héctor José Cámpora            | Park Chung-hee                         | Juni 1973        |
| Juni 1973              | Oscar Rasmussen                 | Geschäftsträger                                                  | Héctor José Cámpora            | Park Chung-hee                         | 1976             |
| 1976                   | Edgar Perez Colman              |                                                                  | Jorge Rafael Videla            | Park Chung-hee                         | 1977             |
| 1977                   | Henrick S. Wessels              |                                                                  | Jorge Rafael Videla            | Park Chung-hee                         | 1981             |
| 1981                   | Ricardo H. Videla               | Geschäftsträger                                                  | Roberto Eduardo Viola          | Chun Doo-hwan                          | 1983             |
| 1983                   | Alfredo Pons Benitez            |                                                                  | Raúl Alfonsín                  | Chun Doo-hwan                          | 1984             |
| 1984                   | Rodolfo José Martín Saravia     | Geschäftsträger; Botschafter (Doyen August 2004) in Islamabad.   | Raúl Alfonsín                  | Chun Doo-hwan                          | 1984             |
| 1984                   | Juan Manuel Figuerero Antequeda |                                                                  | Raúl Alfonsín                  | Chun Doo-hwan                          | 1989             |
| 1989                   | Rubén A. Vela                   |                                                                  | Carlos Menem                   | Roh Tae-woo                            | 1993             |
| 1994                   | Jorge T. Lapsenson              |                                                                  | Carlos Menem                   | Kim Young-sam                          | 2000             |
| 2000                   | Rodolfo Rodríguez               |                                                                  | Fernando de la Rúa             | Kim Dae-jung                           | 2006             |
| 28. Apr. 2006          | Alfredo A. Alcorta              | [ 1 ]                                                            | Néstor Kirchner                | Roh Moo-hyun                           |                  |
| 2007                   | Carlos Alberto Argañaráz        | [ 2 ]                                                            | Cristina Fernández de Kirchner | Roh Moo-hyun                           | 13. Mai 2013     |
| 13. Mai 2013           | Jorge José Alberto Roballo      | 2006: Botschafter in Belmopan                                    | Cristina Fernández de Kirchner | Park Geun-hye                          |                  |